# JUSTICE~Future Mystery~
『JUSTICE~Future Mystery~』(저스티스 퓨처 미스터리)는 타카야마 미루(高山美瑠) with TWO-MIX의 데뷔싱글이다.

## 개요
요미우리 TV，일본TV계 애니메이션 〈김전일 소년의 사건부〉오프닝 테마. 오리콘 차트 최고순위 20위를 기록하였다.
TWO-MIX가 작품 제공, 프로듀스를 맡은 것으로 화제였다.
타이틀 곡은 TWO-MIX가 제작하였으나, 커플링곡(C/W)의 작곡은 타카야마 미나미가 아니라 TWO-MIX 앨범제작 스탭인 혼자와 나오유키가 담당하였다.

## 수록곡
1. JUSTICE~Future Mystery~
작사：나가노 시이나，작곡：타카야마 미나미，편곡：TWO-MIX
2. LITTLE SKY WALKER
작사：나가노 시이나，작곡：혼자와 나오유키(일본어: 本澤尙之)，편곡：TWO-MIX
3. JUSTICE~Future Mystery~ (Instrumental)

## 같이 보기
- TWO-MIX
- 타카야마 미루 with TWO-MIX